# Hieracium heterogynum
Hieracium heterogynum là một loài thực vật có hoa trong họ Cúc. Loài này được (Froel.) Gutermann mô tả khoa học đầu tiên năm 1973.